# Raymond Tjæreby
Raymond Rasmussen Tjæreby (1876-1937) fue un deportista danés que compitió en ciclismo en la modalidad de pista. Ganó una medalla de bronce en el Campeonato Mundial de Ciclismo en Pista de 1897, en la prueba de medio fondo.

## Medallero internacional
| Campeonato Mundial | Campeonato Mundial    | Campeonato Mundial | Campeonato Mundial |
| Año                | Lugar                 | Medalla            | Competición        |
| ------------------ | --------------------- | ------------------ | ------------------ |
| 1897               | Glasgow (Reino Unido) | Medalla de bronce  | Medio fondo (A)    |